# Agrostis rara
Agrostis rara é uma espécie de gramínea do gênero Agrostis, pertencente à família Poaceae.